# Копры
Копры́ (лат. Copris) — род пластинчатоусых жуков из подсемейства скарабеин, насчитывающий около 250 видов. На территории стран бывшего СССР обитает 5 видов из рода.

## Описание
Голова сильно поперечная, наличник спереди с более или менее глубокой узкой вырезкой, лоб обычно с длинным рогом или выемчатой сверху пластинкой, реже со слабо трансформированными лобным и теменным килями. Усики 9-члениковые, их булава состоит из относительно коротких, полностью матовых члеников. Глаза большие, не разделены. Надкрылья с 8 дорсальными бороздками. Заднегрудь отделена от среднегруди угловато выгнутым вперёд швом. Передние голени с тремя наружными зубцами, часто также с небольшим 4-м (базальным) зубцом. Снизу с одним тонким срединным килем, обычно продолженным до вершины 1-го (дистального) внешнего зубца. Наружный край задних голеней с одним косым коротким килем, нередко образующим зубец.
Половой диморфизм хорошо выражен (кроме видов тропического подрода Mictocopris). Голова самцов часто с длинным рогом, у самок более коротким, или замененным выемчатой сверху пластинкой. Переднеспинка самцов нередко спереди с сильными отростками и выемками, гораздо более слабыми у самок.

## Ареал и видовое распространение
Ареал охватывает Среднюю и Южную Европу, Юго-западную Южную и Восточную Азию (на севере до южной Сибири), Африку, юг Северной и Центральную Америку. В России и сопредельных странах обитает 5 видов.

## Биология
Жуки активны преимущественно ночью, отыскивают свежий помёт различных животных или экскременты человека. Встреча самцов и самок происходит около их пищи, тут же происходит спаривание с последующим образованием «семейных» пар. Самцы и самки совместно роют земляные норки, глубиной до 30—40 см, заканчивающиеся обширной гнездовой камерой. В эту камеру жуки натаскивают большое количество навоза, который тщательно перемешивается и оформляется в виде т. н. «булки». Через несколько дней, после того, как в навозе прошли процессы ферментации, жуки изготавливают из неё довольно правильные по форме навозные овоиды, содержащие маленькую круглую полость в суженной части, куда самки откладывают яйца. Развитие личинки продолжается 3—4 месяца, причём самка, а иногда и оба пола присутствуют в гнездовой камере, вплоть до выхода новых жуков из куколок.

## Систематика
Некоторые виды:
- Лунный копр (Copris lunaris) (Linnaeus, 1758)
- Испанский копр (Copris hispanus) (Linnaeus, 1764)
- Copris ochus Motsch., 1860
- Copris pecuarius Lewis, 1884
- Copris minutus